# كأس إسكتلندا 1924–25
كأس اسكتلندا 1924–25 (بالإنجليزية: 1924–25 Scottish Cup)‏ هو موسم من كأس اسكتلندا. فاز فيه نادي سلتيك.